# Ion Assault
Ion Assault est un jeu vidéo de type shoot them up développé par Coreplay et édité par Black Inc. sorti le 23 septembre 2009 sur Xbox 360, Xbox Live Arcade, Windows PC et Wii en novembre 2010. Le jeu ressemble à Asteroids.

## Synopsis
En 2183 l'humanité découvre une nouvelle source d'énergie qui permet de voyager dans les contrées lointaines de l'univers. Les humains envoient des super vaisseaux cargo pour récupérer ses nouveaux carburants mais ils sont attaqués par des Aliens.

## Système de jeu
C'est un shoot them up multidirectionnel. Le joueur a plusieurs types d'armements dont des particules d'énergie gratuites.

## Réceptions
- Gameplanet : 90 %
- Eurogame : 8/10
- IGN : 7,8/10